# Équipe de Suisse de football en 1990
Cet article présente les résultats de l'équipe de Suisse de football lors de l'année 1990. En novembre, elle rencontre pour la première fois Saint-Marin. Ce match est également le premier de l'histoire de cette République.

## Bilan
|           | Nombre de matchs | Victoires | Défaites | Matchs nuls | Buts marqués | Buts encaissés |
| Domicile  | 5                | 3         | 1        | 1           | 7            | 4              |
| Extérieur | 4                | 2         | 2        | 0           | 8            | 7              |
| Neutre    | 0                | 0         | 0        | 0           | 0            | 0              |
| Total     | 9                | 5         | 3        | 1           | 15           | 11             |

## Matchs et résultats
| Match amical                                     | Suisse  | 0 - 1   | Italie          | Stade Saint-Jacques, Bâle                               |                                                         |
| 31 mars 1990 · 16h00 · Historique des rencontres |         | (0 - 0) | 66e De Agostini | Spectateurs : 25 000 Arbitrage : Karl-Josef Assenmacher | Spectateurs : 25 000 Arbitrage : Karl-Josef Assenmacher |
| 31 mars 1990 · 16h00 · Historique des rencontres | Rapport |         |                 | Spectateurs : 25 000 Arbitrage : Karl-Josef Assenmacher | Spectateurs : 25 000 Arbitrage : Karl-Josef Assenmacher |

| Match amical                             | Suisse                    | 2 - 1   | Roumanie        | Allmend, Lucerne                              |                                               |
| 3 avril 1990 · Historique des rencontres | Hermann 45e · Chassot 48e | (1 - 1) | 25e (pen.) Hagi | Spectateurs : 3 500 Arbitrage : Roman Steindl | Spectateurs : 3 500 Arbitrage : Roman Steindl |
| 3 avril 1990 · Historique des rencontres | Rapport                   |         |                 | Spectateurs : 3 500 Arbitrage : Roman Steindl | Spectateurs : 3 500 Arbitrage : Roman Steindl |

| Match amical                           | Suisse         | 1 - 1   | Argentine | Wankdorf, Berne                            |                                            |
| 8 mai 1990 · Historique des rencontres | Türkyılmaz 89e | (0 - 0) | 52e Balbo | Spectateurs : 10 000 Arbitrage : Pat Kelly | Spectateurs : 10 000 Arbitrage : Pat Kelly |
| 8 mai 1990 · Historique des rencontres | Rapport        |         |           | Spectateurs : 10 000 Arbitrage : Pat Kelly | Spectateurs : 10 000 Arbitrage : Pat Kelly |

| Match amical                            | Suisse                  | 2 - 1   | États-Unis | Espenmoos, Saint-Gall                        |                                              |
| 2 juin 1990 · Historique des rencontres | Schepull 71e · Knup 80e | (0 - 1) | 22e Murray | Spectateurs : 4 500 Arbitrage : Keith Cooper | Spectateurs : 4 500 Arbitrage : Keith Cooper |
| 2 juin 1990 · Historique des rencontres | Rapport                 |         |            | Spectateurs : 4 500 Arbitrage : Keith Cooper | Spectateurs : 4 500 Arbitrage : Keith Cooper |

| Match amical                             | Autriche         | 1 - 3   | Suisse                        | Praterstadion, Vienne                        |                                              |
| 21 août 1990 · Historique des rencontres | Ogris 28e (pen.) | (1 - 0) | 57e 62e Türkyılmaz · 78e Knup | Spectateurs : 8 000 Arbitrage : Carlo Longhi | Spectateurs : 8 000 Arbitrage : Carlo Longhi |
| 21 août 1990 · Historique des rencontres | Rapport          |         |                               | Spectateurs : 8 000 Arbitrage : Carlo Longhi | Spectateurs : 8 000 Arbitrage : Carlo Longhi |

| Éliminatoires de l'Euro 1992                  | Suisse                    | 2 - 0   | Bulgarie | Les Charmilles, Genève                        |                                               |
| 12 septembre 1990 · Historique des rencontres | Hottiger 20e · Bickel 74e | (1 - 0) |          | Spectateurs : 12 500 Arbitrage : Guy Goethals | Spectateurs : 12 500 Arbitrage : Guy Goethals |
| 12 septembre 1990 · Historique des rencontres | Rapport                   |         |          | Spectateurs : 12 500 Arbitrage : Guy Goethals | Spectateurs : 12 500 Arbitrage : Guy Goethals |

| Éliminatoires de l'Euro 1992                | Écosse                                | 2 - 1   | Suisse          | Hampden Park, Glasgow                      |                                            |
| 17 octobre 1990 · Historique des rencontres | Robertson 35e (pen.) · McAllister 52e | (1 - 0) | 66e (pen.) Knup | Spectateurs : 27 740 Arbitrage : Esa Palsi | Spectateurs : 27 740 Arbitrage : Esa Palsi |
| 17 octobre 1990 · Historique des rencontres | Rapport                               |         |                 | Spectateurs : 27 740 Arbitrage : Esa Palsi | Spectateurs : 27 740 Arbitrage : Esa Palsi |

| Éliminatoires de l'Euro 1992                 | Saint-Marin | 0 - 4   | Suisse                                             | Stadio Olimpico, Serravalle                 |                                             |
| 14 novembre 1990 · Historique des rencontres |             | (0 - 3) | 8e Sutter · 27e Chapuisat · 43e Knup · 85e Chassot | Spectateurs : 931 Arbitrage : Costas Kapsos | Spectateurs : 931 Arbitrage : Costas Kapsos |
| 14 novembre 1990 · Historique des rencontres | Rapport     |         |                                                    | Spectateurs : 931 Arbitrage : Costas Kapsos | Spectateurs : 931 Arbitrage : Costas Kapsos |

| Match amical                                 | Allemagne de l'Ouest                              | 4 - 0   | Suisse | Neckarstadion, Stuttgart                      |                                               |
| 19 décembre 1990 · Historique des rencontres | Völler 1re · Riedle 67e · Thom 75e · Matthäus 85e | (1 - 0) |        | Spectateurs : 20 000 Arbitrage : Carlo Longhi | Spectateurs : 20 000 Arbitrage : Carlo Longhi |
| 19 décembre 1990 · Historique des rencontres | Rapport                                           |         |        | Spectateurs : 20 000 Arbitrage : Carlo Longhi | Spectateurs : 20 000 Arbitrage : Carlo Longhi |